# Gut Güldenstein

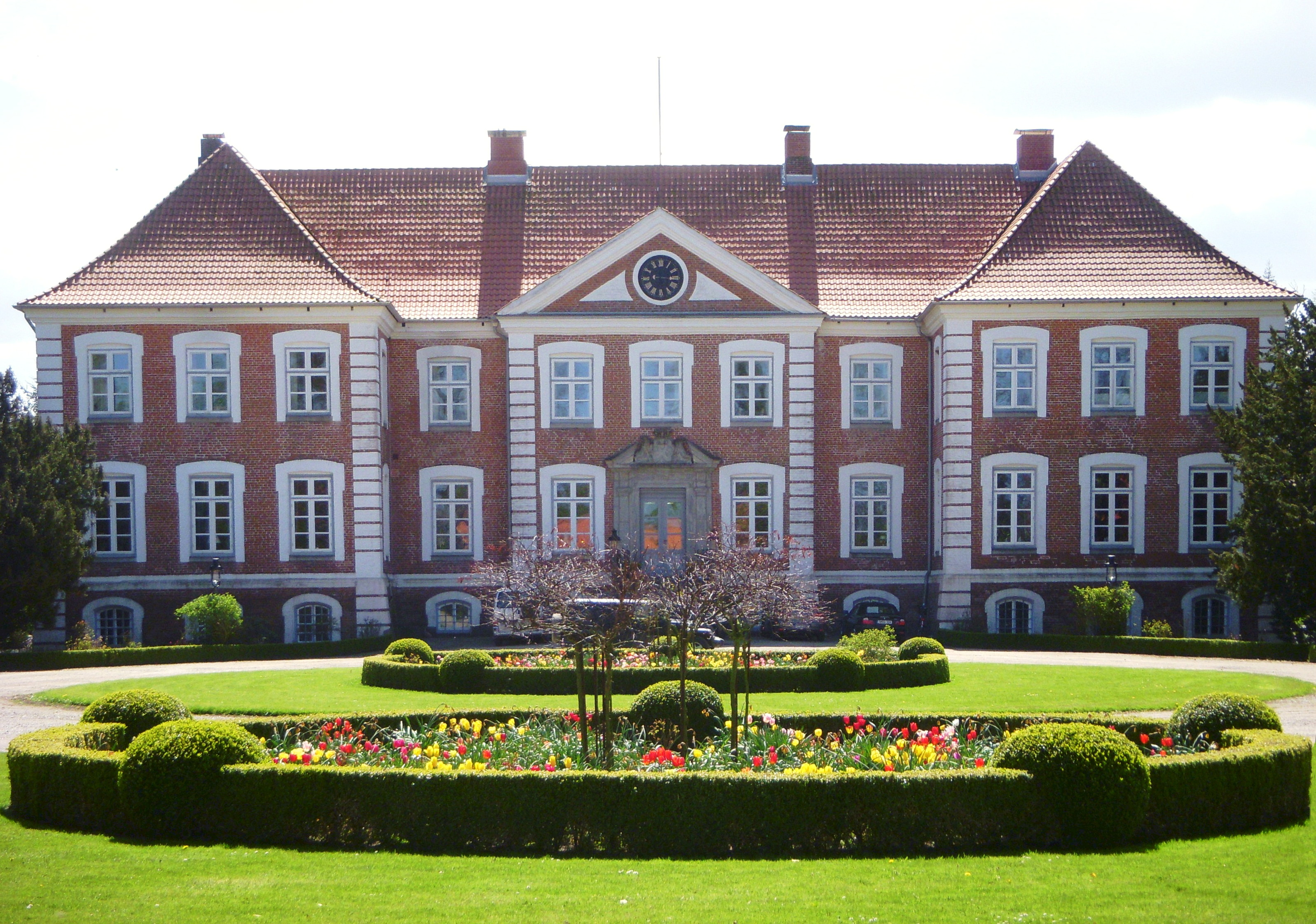
Die Hoffassade des Herrenhauses im Mai 2012

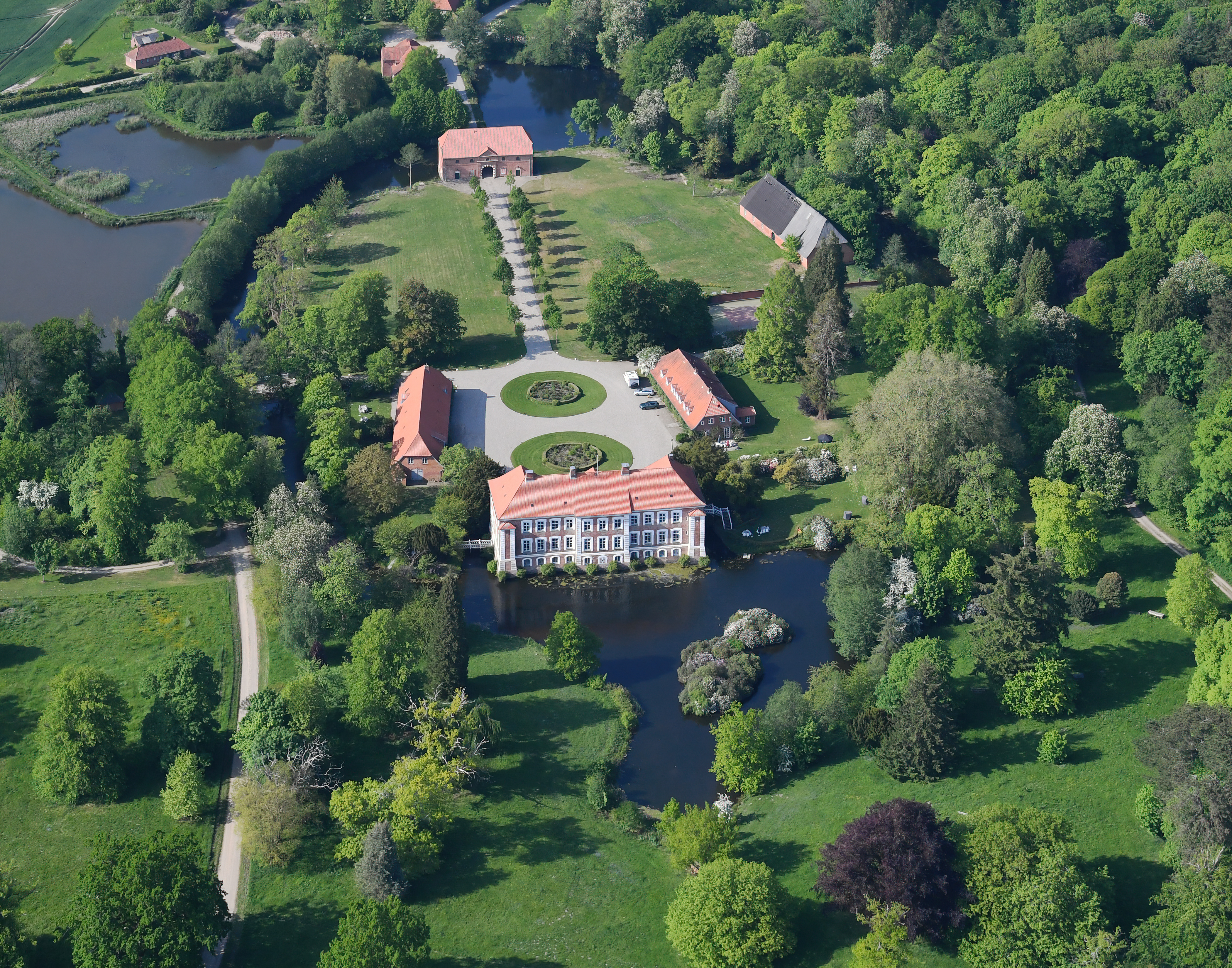
Gut Güldenstein von Süden aus der Luft gesehen

Das Gut Güldenstein liegt in der Gemeinde Harmsdorf im östlichen Schleswig-Holstein. Es befindet sich bis heute im Besitz des Hauses Oldenburg, einer der verbliebenen herzoglichen Linien Schleswig-Holsteins. Das schlossartige Herrenhaus des Besitzes wird – neben dem Herrenhaus auf Gut Pronstorf – als eines der Hauptwerke der barocken Gutsarchitektur in Holstein betrachtet und steht unter Denkmalschutz.

## Geschichte des Guts

### Geschichtlicher Überblick

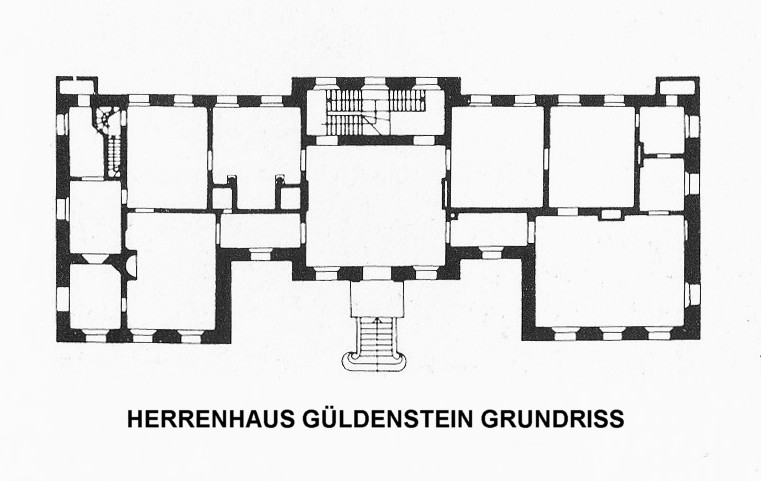
Hauptgebäude, Grundriss

Der Ursprung des Guts war eine mittelalterliche Wasserburg. Das eigentliche Gut Güldenstein wurde vermutlich in der ersten Hälfte des 16. Jahrhunderts begründet, es ging durch eine Erbteilung aus dem heute nicht mehr existenten Gut Gneningen hervor. Die Besitzer änderten sich durch Verkäufe oder Erbgänge häufig und so befand sich Güldenstein unter anderem bis 1608 im Besitz der adligen Familie Sehested, auf welche die Pogwisch bis 1632 folgten. Anschließend ging das Gut bis 1701 an die Familie Ahlefeld. Unter den folgenden Besitzern, der Familie Thienen, wurde das heutige Herrenhaus errichtet. Im Jahr 1779 ging Güldenstein an die Familie Rantzau, auf die wiederum 1839 die Großherzöge von Oldenburg folgten, deren in Schleswig-Holstein liegendes Fürstentum Lübeck eine Exklave des Großherzogtums Oldenburg bildete.
Bis zur Übernahme durch Preußen 1867 war das Gut auch Patrimonialgericht.

### Gegenwart
Das Gut befindet sich bis heute im Privatbesitz der herzoglichen Familie und wird bis in die Gegenwart bewirtschaftet. Auf dem Gutsgelände werden alljährliche Reitturniere veranstaltet.
Das Herrenhaus wird bewohnt und ist nicht öffentlich zugänglich. Lediglich von öffentlichen Wegen ist es begrenzt von außen zu besichtigen.

## Baulichkeiten

### Das Herrenhaus

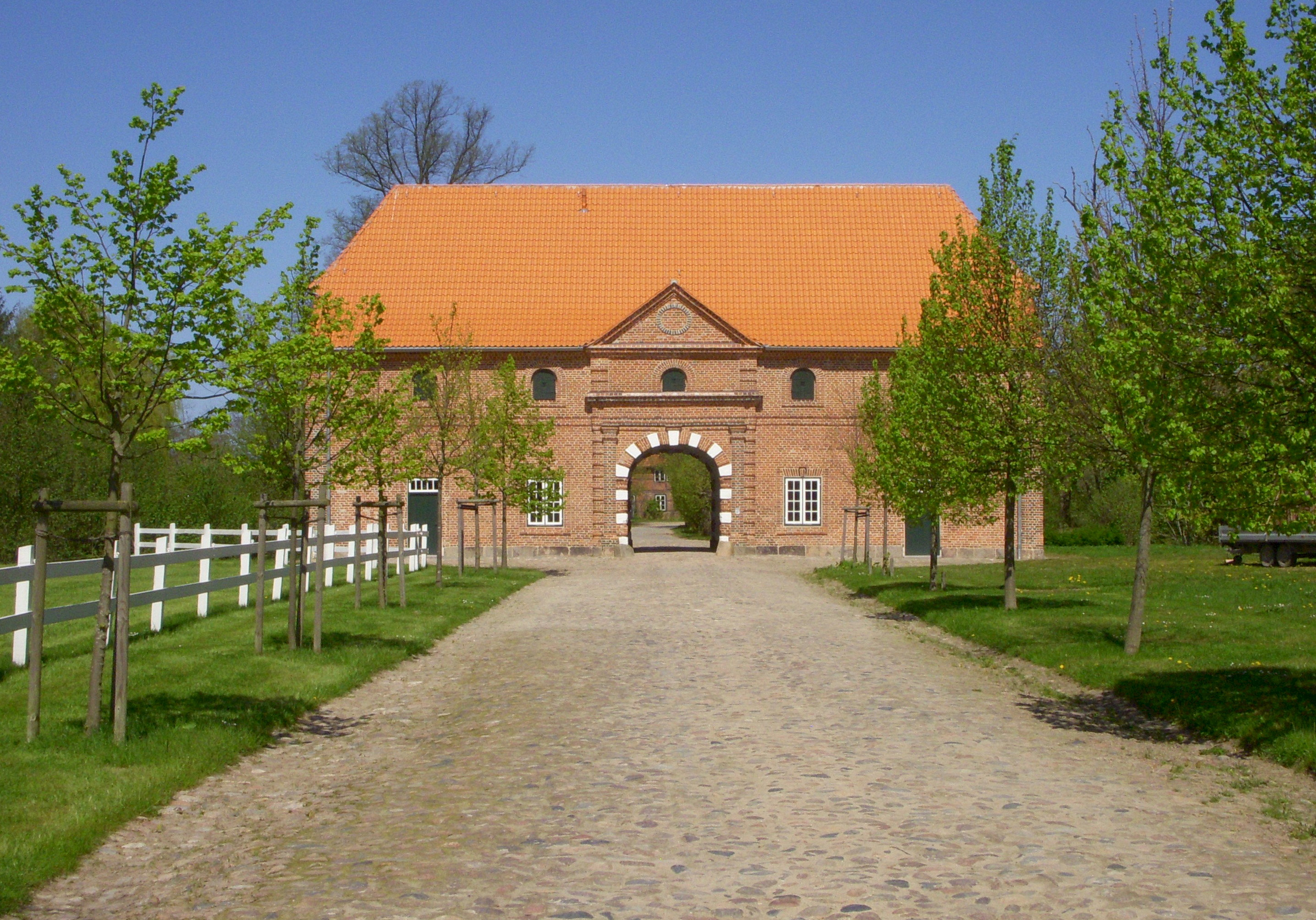
Das Torhaus

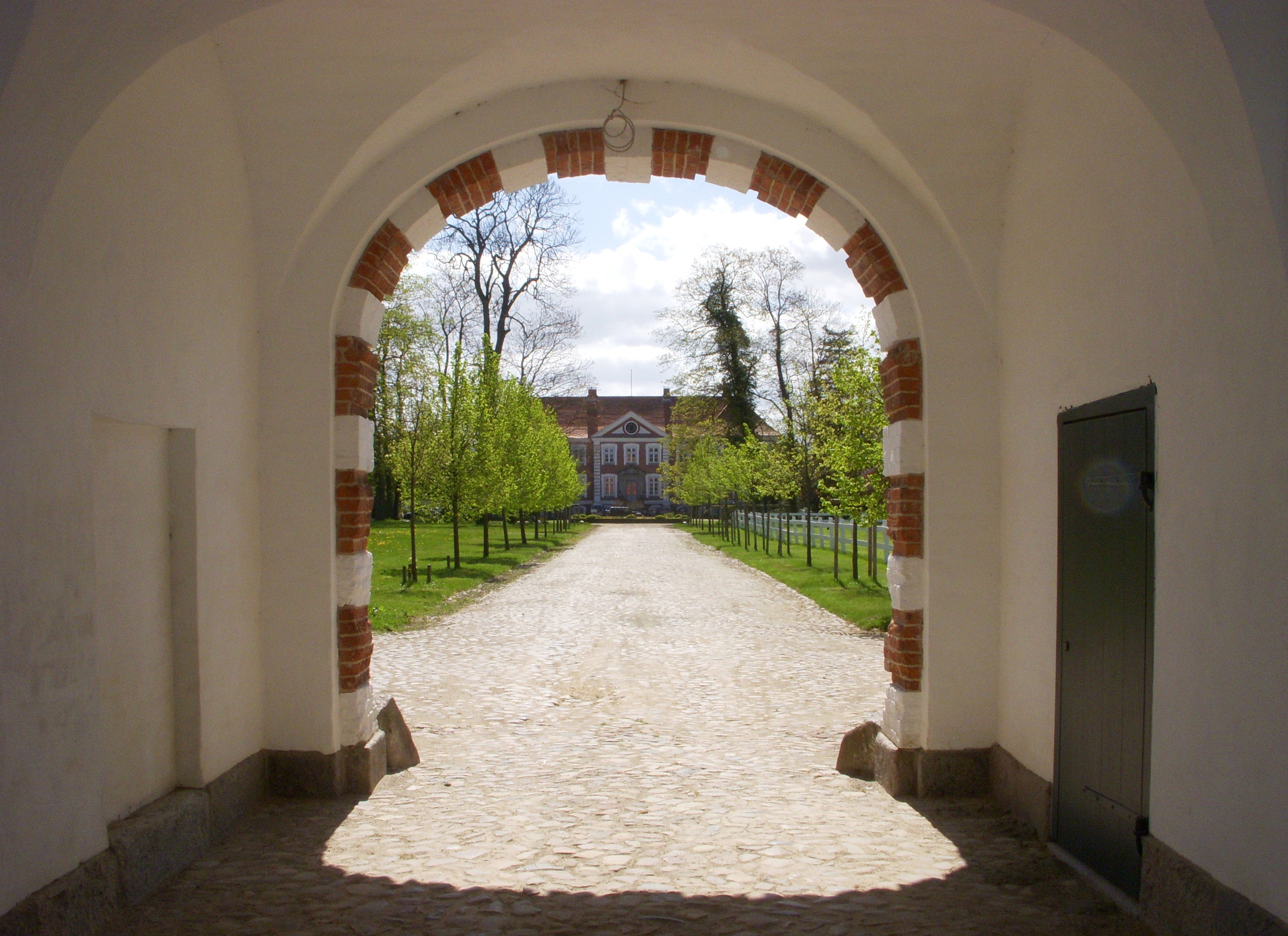
Blick vom Torhaus auf das Hauptgebäude

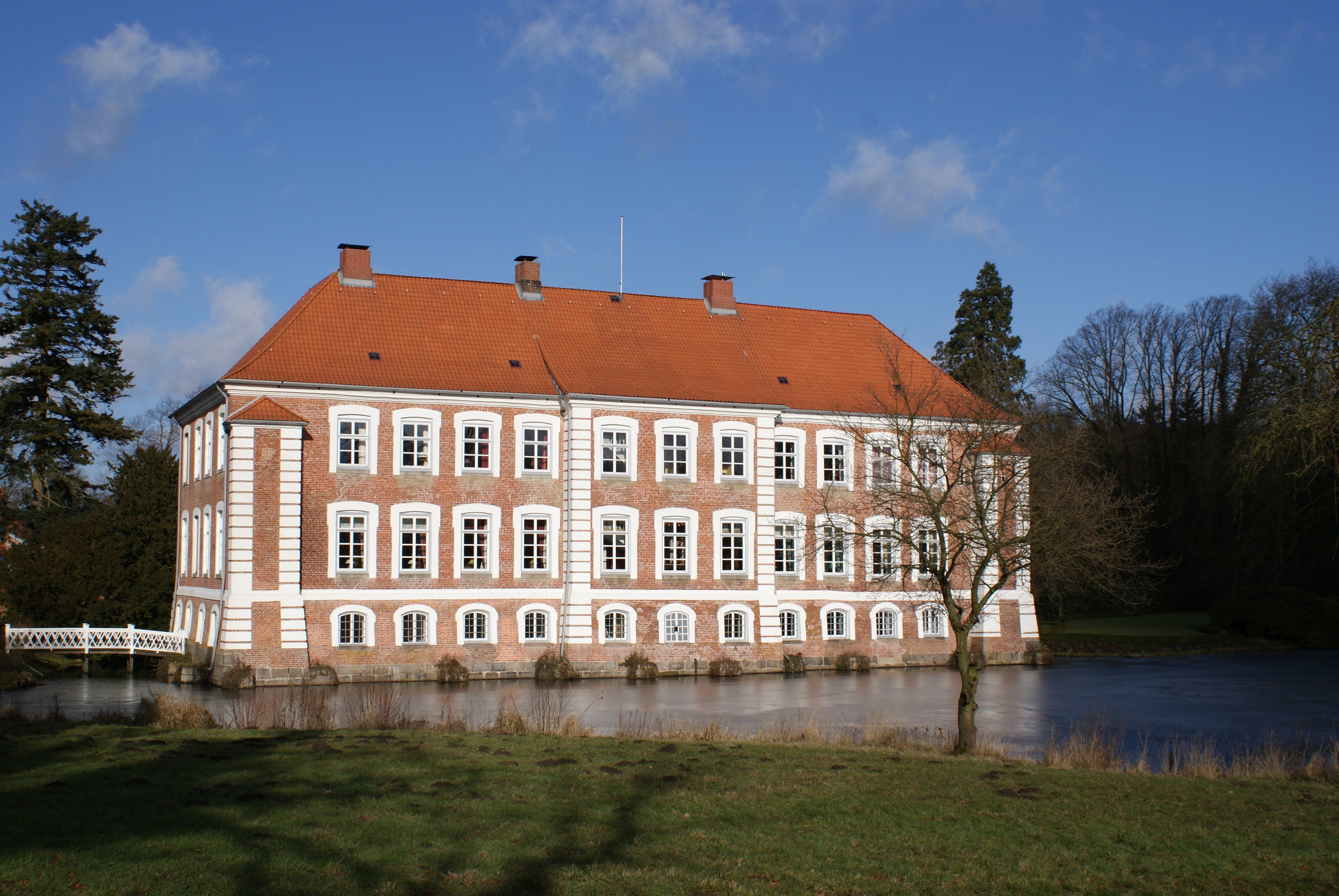
Die Gartenfassade des Hauptgebäudes

Das Herrenhaus auf Güldenstein geht – wie die meisten der Herrensitze Schleswig-Holsteins – auf eine kleine Wasserburg des späten Mittelalters zurück. Über die Gestalt dieses befestigten Hauses ist kaum noch etwas bekannt, es wurde für den späteren Neubau des Herrenhauses vollkommen niedergelegt. Das heutige Herrenhaus auf Güldenstein wird auch oft als Schloss bezeichnet; da die Herzöge von Oldenburg im Fürstentum Lübeck die Landesherren waren, sind beide Definitionen möglich.
Der Bau des Herrenhauses wurde im Auftrag Heinrich von Thienens 1726 begonnen. Die Pläne stammten vom Eutiner Hofbaumeister Rudolph Matthias Dallin. Das 1728 fertiggestellte Herrenhaus erhebt sich am Ende einer ovalen Hofinsel und steht knapp zur Hälfte direkt im Wasser. Es handelt sich bei dem Haus um einen elfachsigen, breiten Bau, aus dem hofseitig zwei Trakte mit einer Tiefe von lediglich einer Fensterachse ragen, so dass das Herrenhaus dem klassischen barocken Schema einer Dreiflügelanlage entspricht. Der Bau aus Backstein verfügt über zwei Vollgeschosse und ein Souterrain und ist von einem Walmdach bedeckt.
Die Schaufassade ist auf den Hof ausgerichtet, die nüchterner gestaltete rückwärtige Fassade zeigt auf den Landschaftsgarten. Hofseitig wird der Mittelflügel durch einen Dreiecksgiebel betont, die rückwärtige Fassade ist lediglich durch zwei Abtrittpfeiler und einen flach hervorspringenden Mittelrisalit gegliedert. Die Fassaden verzichten weitgehend auf feingliedrigen Schmuck, eine Ausnahme bildet nur das aus Sandstein gefertigte Portal mit dem Doppelwappen der Familien Thienen und Brockdorff. Die Wirkung des Gebäudes beruht vor allem auf dem Kontrast der roten Mauerflächen und dem weißen Verputz der Fensterrahmen und der Bossen.

### Die Gutsanlage
Die gesamte Gutsanlage ist an einer nordsüdlichen Achse ausgerichtet. Eine aus dem Gutsdorf kommende kurze Auffahrt führt auf die ovale Insel mit dem Wirtschaftshof, dem Herrenhaus und dem anschließenden, südlich gelegenen Garten. Die Grundstruktur der einstigen Burganlage ist im Gelände noch heute abzulesen, auch wenn die große ovale Doppelinsel aus Wirtschaftshof und Burgplatz heute nicht mehr durch einen Graben in zwei Teile geteilt wird. Nachdem sich die unregelmäßig verteilten Wirtschaftsbauten in jüngerer Zeit in einem zunehmend schlechteren Zustand befanden, wurden zwei der großen Hofgebäude in den vergangenen Jahren abgetragen. Das Torhaus von 1743 wurde 2008 bis 2009 restauriert.
Das Herrenhaus wird hofseitig von zwei langgezogenen, eingeschossigen Gebäuden flankiert, den Kavaliershäusern und dem Marstall, die so gemeinsam eine Art Ehrenhof bilden. An das Herrenhaus schließt sich ein 1841 angelegter Landschaftsgarten im englischen Stil an, der in weiterer Ferne in die Landschaft des Östlichen Hügellandes übergeht.